# Federico Smanio
Federico Smanio (Cologna Veneta, 7 gennaio 1973) è un ex calciatore italiano, di ruolo centrocampista.

## Carriera
Cresciuto nei settori giovanili di Padova e Vicenza, ha disputato 67 partite in Serie B con la maglia del Treviso, con il quale ha esordito tra i cadetti il 28 novembre 1999 nella partita Sampdoria-Treviso (2-0) e della Cremonese. Con i grigiorossi ha ottenuto la promozione in Serie C1 nel campionato Serie C2 2003-2004, vinto poi il campionato di Serie C1 2004-2005 e giocato 24 partite in Serie B nella stagione 2005-2006. Ha giocato in Serie C con Rovigo, Sandonà, Arezzo, Thiene e Carpenedolo.

## Dopo il ritiro
Laureato in Economia e commercio e con un successivo master in Strategie per il business nello sport, dal 2010 al 2018 è stato il responsabile dell'area digital e della relazioni con i tifosi della Lega Nazionale Professionisti B.

## Palmarès

### Club

#### Competizioni nazionali
- Serie C1: 1

Cremonese: 2004-2005